# Allehanda (1881)
Allehanda var en dagstidning utgiven i Lindesberg under utgivningsperiod den 29 december 1881 till 7 augusti 1885. Ett provnummer kom ut den 29 december 1881. Tidningen var en endagars dagstidning med utgivning fredag eller lördag. Den fullständiga titeln var först Allehanda / Nyhets- och annonsblad för Grangärde-, Ludwika-, Smedjebacken- samt kringliggande bergslager.
Allehanda och Bergslags-Posten hade alldeles samma innehåll som den av Anders Ericson även utgivna Karlskoga-Posten. 

## Redaktion
Redaktionsort var Lindesberg där urmakare  hade tidningen utgivningsbevis 10 december 1881. Anders Ericson var ansvarig utgivare. Uppgift om redaktör saknas. Politiskt var tidningen frisinnad  enligt tidningen Allehanda utgifves i frisinnad anda tidningen 16 december 1882. Tidningen var endagars med utgivning första ordinarie nummer lördagar till 7 januari 1882 men sedan på fredagar resten av året 1882. Från 1883 till upphörandet kom sedan tidningen ut på fredagar. Periodvis hade tidningen bilagor. Tidningen var edition se ovan om de andra systertidningarna. Ett långt uppehåll med tidningens utgivande inträffade mellan nr 26 1885 den 26 juni och nr 27 24 juli.

## Tryckning
Tidningen trycktes på Tryckeri Allehandas officin i Lindesberg. Bara svart färg användes på de fyra sidorna där fraktur och antikva blandades som typsnitt. Tidningens prenumeration kostade 2,50 kronor. Formatet var mindre i närheten av moderna tabloid utom sista tiden från 8 december 1883 till nedläggningen då den var 40-41 x 31-32 cm.